# Alija Mustafina
Alija Fargatowna Mustafina, ros. Алия Фаргатовна Мустафина (ur. 30 września 1994 w Jegorjewsku) – rosyjska gimnastyczka i trenerka kadry narodowej juniorek, mistrzyni i czterokrotna medalistka Igrzysk Olimpijskich w Londynie, mistrzyni i trzykrotna medalistka Igrzysk Olimpijskich w Rio de Janeiro, trzykrotna mistrzyni świata i pięciokrotna mistrzyni Europy. W 2013 roku, została trzykrotną mistrzynią i srebrną medalistką na Letniej Uniwersjadzie w Moskwie. W 2015, wygrała trzy złota i jedno srebro na Igrzyskach Europejskich w Baku. Jest obecnie 6. najbardziej utytułowaną zawodniczką w historii Mistrzostw świata w gimnastyce sportowej oraz 13. najbardziej utytułowaną gimnastyczką w historii Igrzysk Olimpijskich.

## Życie osobiste
Mustafina urodziła się 30 września 1994 roku w rosyjskim mieście Jegorjewsk. Jej ojciec, Fargat Mustafin, był brązowym medalistą XXI Igrzysk Olimpijskich w Montrealu, natomiast matka, Jelena Mustafina, jest nauczycielką fizyki w szkole średniej. Jej młodsza siostra, Naila, należała do rosyjskiej kadry narodowej juniorek w gimnastyce sportowej.
3 listopada 2016 roku, Mustafina wzięła ślub. Jej mężem został rosyjski bobsleista Aleksiej Zajcew, z którym jest w związku od połowy 2015 roku.
W styczniu 2017 roku, Alija ogłosiła, że spodziewa się dziecka, jednak wciąż planuje powrót do treningu i udział w Igrzyskach Olimpijskich w Tokio. Córka Alii, Alisa Mustafina-Zajcewa przyszła na świat w czerwcu 2017 roku.
W 2018 roku, Mustafina potwierdziła plotki na temat rozwodu z mężem.

## Kariera zawodnicza

### 2007
Mustafina dołączyła do kadry juniorek w 2007 roku. W marcu, wystąpiła na międzynarodowych zawodach Gymnix w kanadyjskim Montrealu, gdzie zajęła drugie miejsce w wieloboju indywidualnym z notą 58,825. Miesiąc później, powtórzyła swój wynik podczas Pucharu Stelli Zacharowej w Kijowie.
We wrześniu, Alija wzięła udział w międzynarodowych zawodach juniorek w Jokohamie, gdzie po raz trzeci zajęła drugie miejsce w wieloboju oraz wygrała srebrne medale na wszystkich czterech przyrządach, uzyskując noty 14,750 w skoku, 15,250 na poręczach, 15,450 na równoważni oraz 14,100 w ćwiczeniach wolnych.

### 2008
Mustafina była częścią kadry narodowej juniorek na Mistrzostwach Europy w Clermont-Ferrand, gdzie zdobyła złoto w wieloboju drużynowym oraz srebro w wieloboju indywidualnym z notą 60,300. W finałach na przyrządach, Alija zajęła czwarte miejsce na poręczach (14,475) i w ćwiczeniach wolnych (14,375).
W listopadzie, wzięła udział w zawodach rangi seniorek podczas Pucharu Massilia w Marsylii, gdzie zajęła szóste miejsce w wieloboju indywidualnym (57,300), czwarte w skoku (13,950) i drugie w ćwiczeniach wolnych (14,925).

### 2009
W marcu 2009, Mustafina po raz kolejny wystąpiła w rangach seniorek, tym razem podczas Mistrzostw Rosji w Briańsku, gdzie zdobyła złoto w wieloboju indywidualnym z notą 58,550. Zajęła również drugie miejsce na poręczach (15,300), pierwsze na równoważni (14,950) oraz trzecie w ćwiczeniach wolnych (14,700). W lipcu, Alija zajęła drugie miejsce podczas Pucharu Japonii w Tokio. Miesiąc później, wygrała złoto w wieloboju podczas Pucharu Rosji w Penzie. Mustafina pokonała zarówno zawodniczki rangi juniorek jak i seniorek, zyskując wysoką notę 59,434.
W grudniu, Mustafina wygrała konkurencję wieloboju indywidualnego (z wynikiem 57,350) podczas Gimnazjady w Katarze. W finałach na przyrządach, zdobyła złote medale na poręczach (14,825), równoważni (14,175) i w ćwiczeniach wolnych (14,575) oraz srebro w skoku (13,900).

### 2010

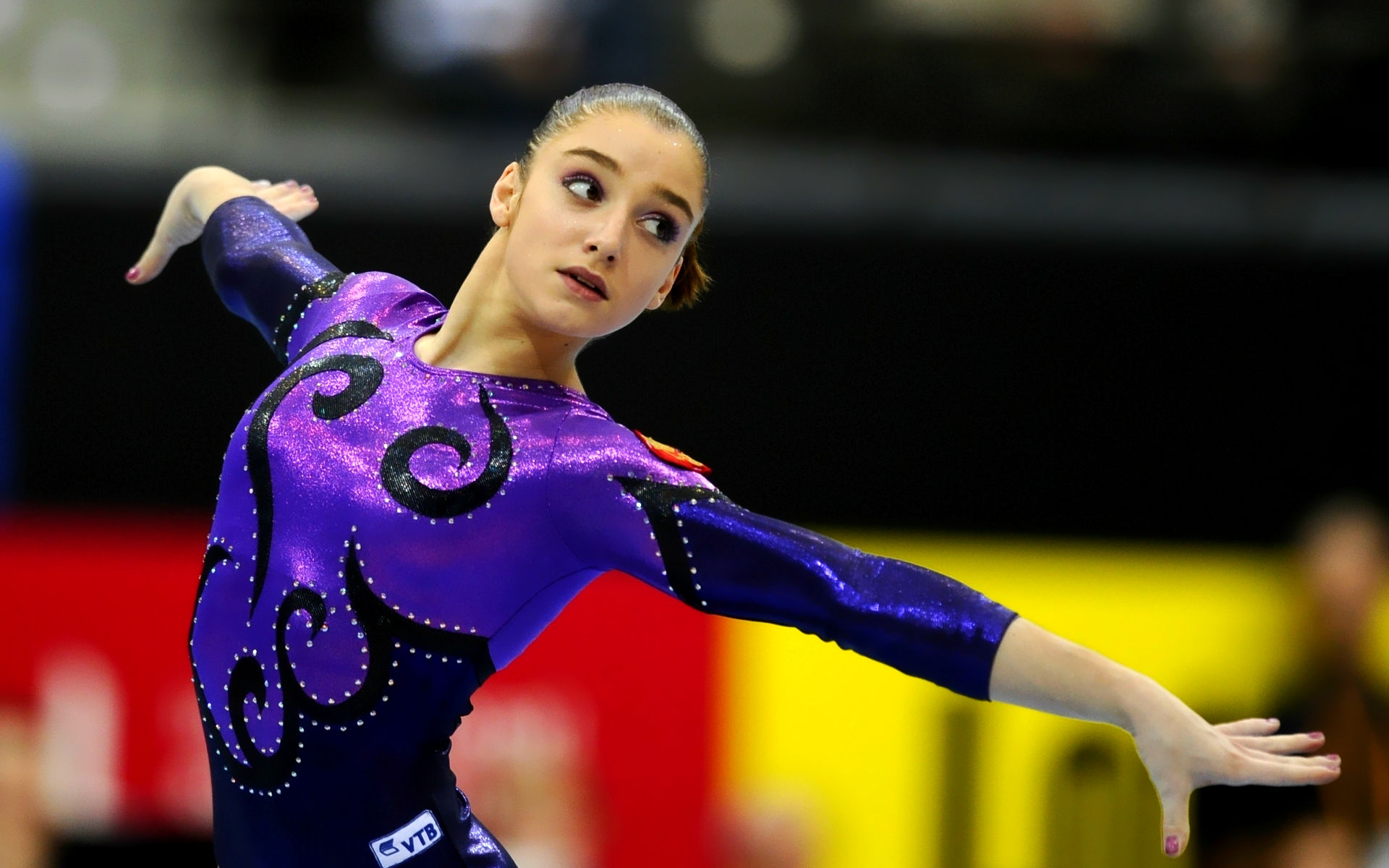
Mustafina Wszechstronny Mistrz Świata 2010

Mustafina rozpoczęła karierę w rangach seniorek w 2010 roku. Po zdobyciu srebrnego medalu na równoważni podczas Pucharu Świata w Paryżu, pojechała na drużynowe Mistrzostwa Europy w Birmingham, gdzie Rosjanki zdobyły drużynowe złoto. W indywidualnych finałach na przyrządach, wywalczyła srebrne medale na poręczach i równoważni.
W październiku, Alija była kluczową zawodniczką rosyjskiej kadry narodowej na Mistrzostwach Świata w Rotterdamie. Zapisała się w historii gimnastyki sportowej jako pierwsza zawodniczka od 1996 roku, która zakwalifikowała się do wszystkich możliwych finałów, plasując się na pierwszej lokacie w wieloboju, skoku i ćwiczeniach wolnych, czwartej na poręczach oraz szóstej na równoważni. W finale drużynowym, Mustafina uzyskała łączny wynik 60.932, dzięki czemu Rosja wygrała złoto, pokonując Amerykanki i Chinki. W finale wieloboju indywidualnego, wygrała kolejny tytuł mistrzyni świata z rezultatem 61.032. W finałach na przyrządach, zdobyła srebrne medale w skoku (15.066), na poręczach (15.600) i ćwiczeniach wolnych (14.766) oraz uplasowała się na siódmym miejscu na równoważni (po upadku) z wynikiem 13.766. Alija zakończyła zawody z pięcioma medalami jako najbardziej udekorowana gimnastyczka Mistrzostw Świata w Rotterdamie.

### 2011

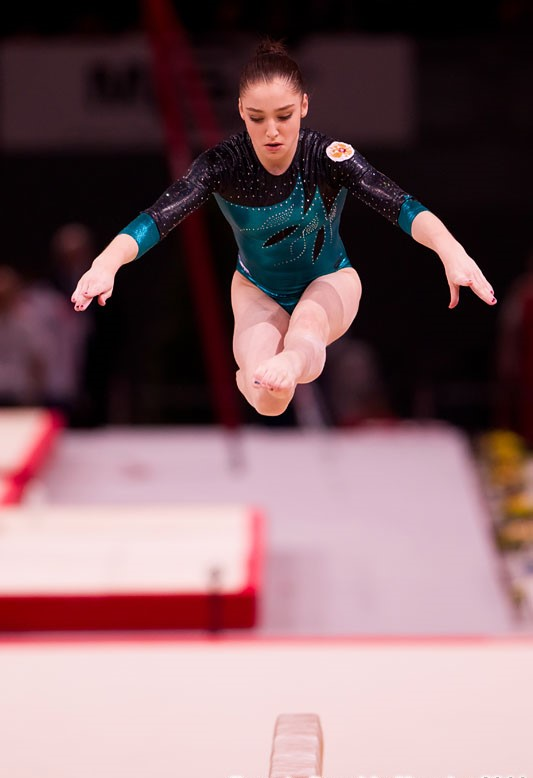
Mustafina na Pucharze świata w Paryżu w 2011 r.

W marcu 2011 roku, Mustafina zdobyła dwa złote medale na poręczach i równoważni na Pucharze Świata w Paryżu oraz srebrny medal w skoku, po czym wzięła udział w Mistrzostwach Europy w Berlinie, gdzie zakwalifikowała się pierwsza w wieloboju z wynikiem 59.750, pierwsza na równoważni i poręczach, druga na ćwiczeniach wolnych i trzecia w skoku. Podczas pierwszej rotacji w finale wieloboju indywidualnego, Alija doznała kontuzji przedniego wiązadła krzyżowego podczas skoku. Kilka dni później, przeszła operację w Straubingu.
Mustafina wróciła do zawodów dziewięć miesięcy później podczas Pucharu Woronina w Moskwie, gdzie uplasowała się na czwartej lokacie w wieloboju i wygrała srebrny medal na poręczach.

### 2012
W marcu 2012 roku, Alija wzięła udział w Mistrzostwach Rosji, gdzie wygrała złoto w wieloboju indywidualnym z wynikiem 59.533 oraz złoto na poręczach uzyskując punktację 16.220. Dwa miesiące później, wystąpiła na Mistrzostwach Europy w Brukseli, gdzie zdobyła srebrny medal w konkurencji drużynowej, uzyskując wyniki 15.166 w skoku, 15.833 na poręczach i 13.933 na ćwiczeniach wolnych.

#### Londyn 2012

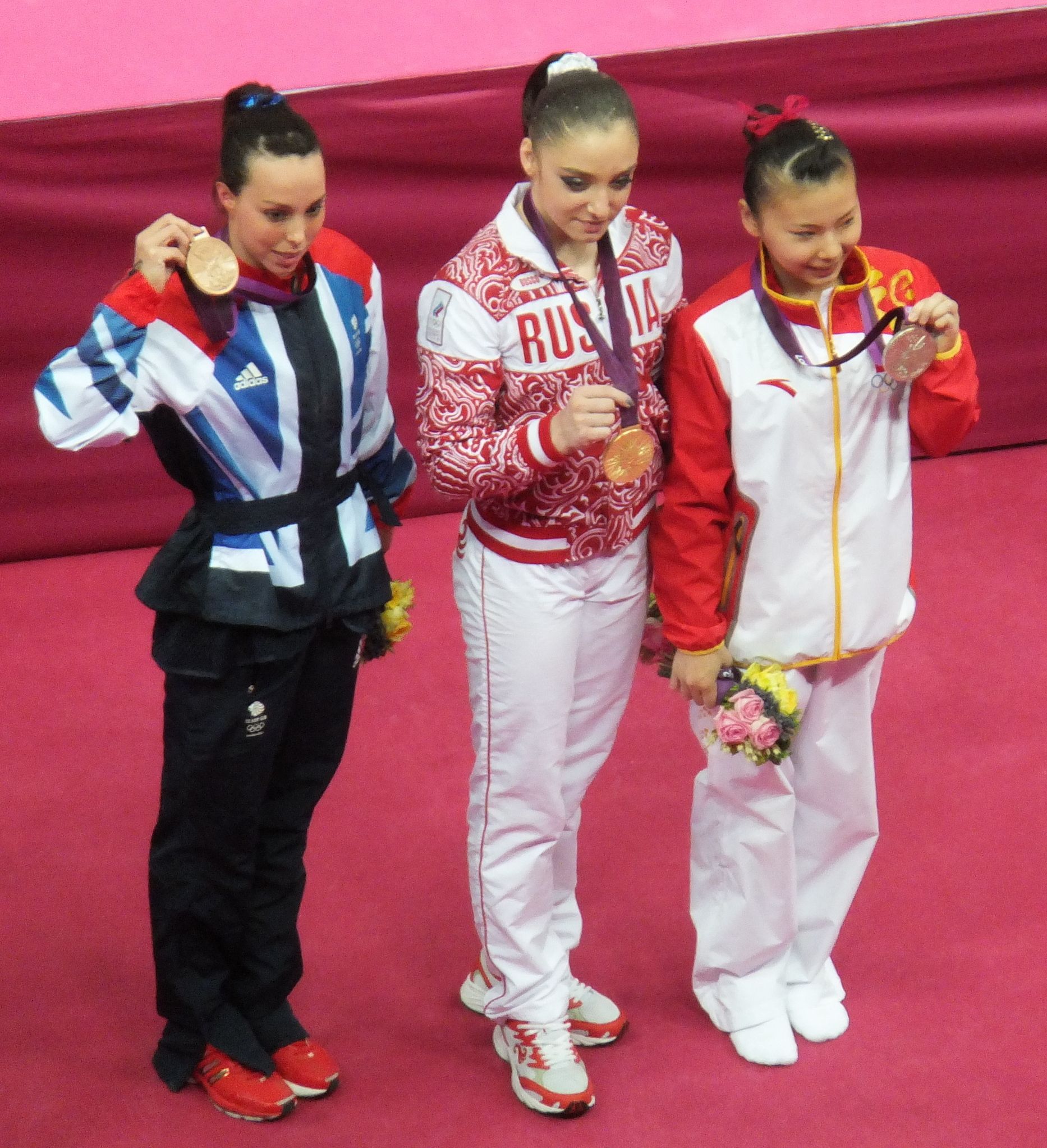
Mustafina (w środku) po zwycięstwie na Igrzyskach Olimpijskich z He Kexin (po prawej, srebro) i Elizabeth Tweddle (brąz)

Alija Mustafina reprezentowała Rosyjską Federację na Igrzyskach Olimpijskich w Londynie. 31 lipca, zdobyła srebrny medal w wieloboju drużynowym. Uzyskała wyniki 15.233 w skoku, 15.700 na poręczach, 14.533 na równoważni oraz 14.800 na ćwiczeniach wolnych.
2 sierpnia, Mustafina wzięła udział w finale wieloboju indywidualnego, gdzie otrzymała punktację 15.233 w skoku, 16.100 na poręczach, 13.633 na równoważni (po upadku) oraz 14.600 na ćwiczeniach wolnych. Ostatecznie uplasowała się na trzecim miejscu, zdobywając brązowy medal z łącznym wynikiem 59.566.
6 sierpnia, Alija zdobyła złoty medal w finale na poręczach, gdzie uzyskała wynik 16.133, pokonując tym samym mistrzynię olimpijską z 2008 roku He Kexin oraz mistrzynię świata z 2010 roku Beth Tweddle, które uplasowały się na drugiej i trzeciej pozycji. Dzień później, wygrała brązowy medal na ćwiczeniach wolnych z wynikiem 14.900.
Mustafina zakończyła Letnie Igrzyska Olimpijskie 2012 z czterema medalami, będąc tym samym najbardziej udekorowaną gimnastyczką w Londynie.
W grudniu, Mustafina otrzymała tytuł najlepszej sportsmenki w Rosji.

### 2013
Po zdobyciu trzeciego tytułu mistrzyni Rosji, Mustafina wygrała wielobój na Indywidualnych Mistrzostwach Europy w Moskwie z wynikiem 59.032, następnie zdobyła złoto w finale na poręczach uzyskując punktację 15.300.
W lipcu, Alija reprezentowała Rosję na Letniej Uniwersjadzie w Kazanie, gdzie pomogła w zdobyciu drużynowego złota z wynikami 14.950 w skoku, 15.000 na poręczach, 15.200 na równoważni i 13.700 na ćwiczeniach wolnych. W finale wieloboju indywidualnego, uzyskała łączną notę 57.900, otrzymując tym samym tytuł mistrzyni. W finałach na przyrządach, zdobyła złoto na poręczach i srebro na równoważni.
W październiku, Mustafina wzięła udział w swoich drugich Mistrzostwach Świata w Antwerpii, gdzie po niezbyt udanych kwalifikacjach, zdołała zakwalifikować się do finałów wieloboju, poręczy oraz równoważni. W finale wieloboju, zyskała wyniki 14.841 w skoku, 15.233 na poręczach, 14.133 na równoważni oraz 14.566 na ćwiczeniach wolnych, dzięki czemu wygrała brązowy medal z łączną punktacją 58.865. W finale na poręczach, uzyskała notę 15.033, po raz drugi plasując się na trzeciej pozycji. Zakończyła zawody w finale na równoważni, gdzie otrzymała tytuł mistrzyni świata z wynikiem 14.900. Tym samym, Mustafina dołączyła do ścisłej listy zawodniczek, które zdobyły medal na Mistrzostwach Świata na każdym przyrządzie.

### 2014
W kwietniu 2014 roku, Alija Mustafina po raz kolejny obroniła tytuł mistrzyni Rosji. Pomimo kontuzji kostki, wystąpiła na Mistrzostwach Europy w Sofii, gdzie zakwalifikowała się do finałów na poręczach i równoważni. W finale wieloboju drużynowego, pomogła kadrze rosyjskiej w zdobyciu brązowego medalu, po czym uplasowała się na drugiej pozycji na poręczach oraz trzeciej na równoważni.
Podczas kwalifikacji Mistrzostw Świata w Nanning, Alija uzyskała noty 14.900 w skoku, 15.166 na poręczach, 14.308 na równoważni oraz 14.500 na ćwiczeniach wolnych. Zakwalifikowała się do finału wieloboju na drugim miejscu z wynikiem 58.874 oraz trzech finałów na przyrządach. W finale drużynowym, zdobyła brązowy medal z kadrą rosyjską, plasując się za Amerykankami i Chinkami. W finale wieloboju indywidualnego, Mustafina miała świetne wyniki w skoku i na poręczach, zyskując 15.100 i 15.041, jednak miała kilka błędów na równoważni (14.341) i doświadczyła upadku na ćwiczeniach wolnych (13.433), przez co uplasowała się na czwartej pozycji. W finałach na przyrządach, wygrała dwa brązowe medale na równoważni (14.166) i wolnych (14.733) oraz zajęła piąte miejsce na poręczach z wynikiem 15.100. Z łączną ilością jedenastu medali zdobytych w swej karierze na Mistrzostwach Świata, Alija została dziewiątą najbardziej udekorowaną gimnastyczką w historii.
W grudniu 2014 roku, Sergiej Starkin został nowym trenerem Mustafiny.

### 2015
Przez kontuzje, Alija nie startowała w Mistrzostwach Rosji oraz Europy. Powróciła do zawodów w lipcu 2015 roku na Igrzyskach Europejskich w Baku, gdzie zdobyła złoty medal z kadrą rosyjską (w składzie z Wiktoriją Komową i Sedą Tutchaljan). W finale wieloboju indywidualnego, zdobyła tytuł mistrzyni z wynikiem 58.566, po czym wygrała złoto na poręczach i srebro na ćwiczeniach wolnych.
We wrześniu, Mustafina wycofała się z udziału w Mistrzostwach Świata w Glasgow z powodu bólów kręgosłupa.

### 2016
Alija Mustafina wróciła do zawodów na Mistrzostwach Rosji w Penzie, gdzie zdobyła srebro w wieloboju drużynowym oraz brązowe medale na poręczach i równoważni. W czerwcu, wzięła udział w Mistrzostwach Europy w Bernie, gdzie zakwalifikowała się na pierwszych miejscach do finałów na poręczach i równoważni z wynikami 15.166 i 14.733. W finale drużynowym, uzyskała noty 15.333 na poręczach, 14.800 na równoważni oraz 13.466 na ćwiczeniach wolnych, dzięki czemu Rosja wygrała złoto z przewagą pięciu punktów. W finale na poręczach, Mustafina wykonała nieco łatwiejszy układ niż zwykle i zdobyła brązowy medal z wynikiem 15.100. Zakończyła zawody w finale na równoważni, gdzie zdobyła złoto z notą 15.100, zyskując piąty tytuł mistrzyni Europy i swój dwunasty medal Mistrzostw Europy.

#### Rio de Janeiro 2016

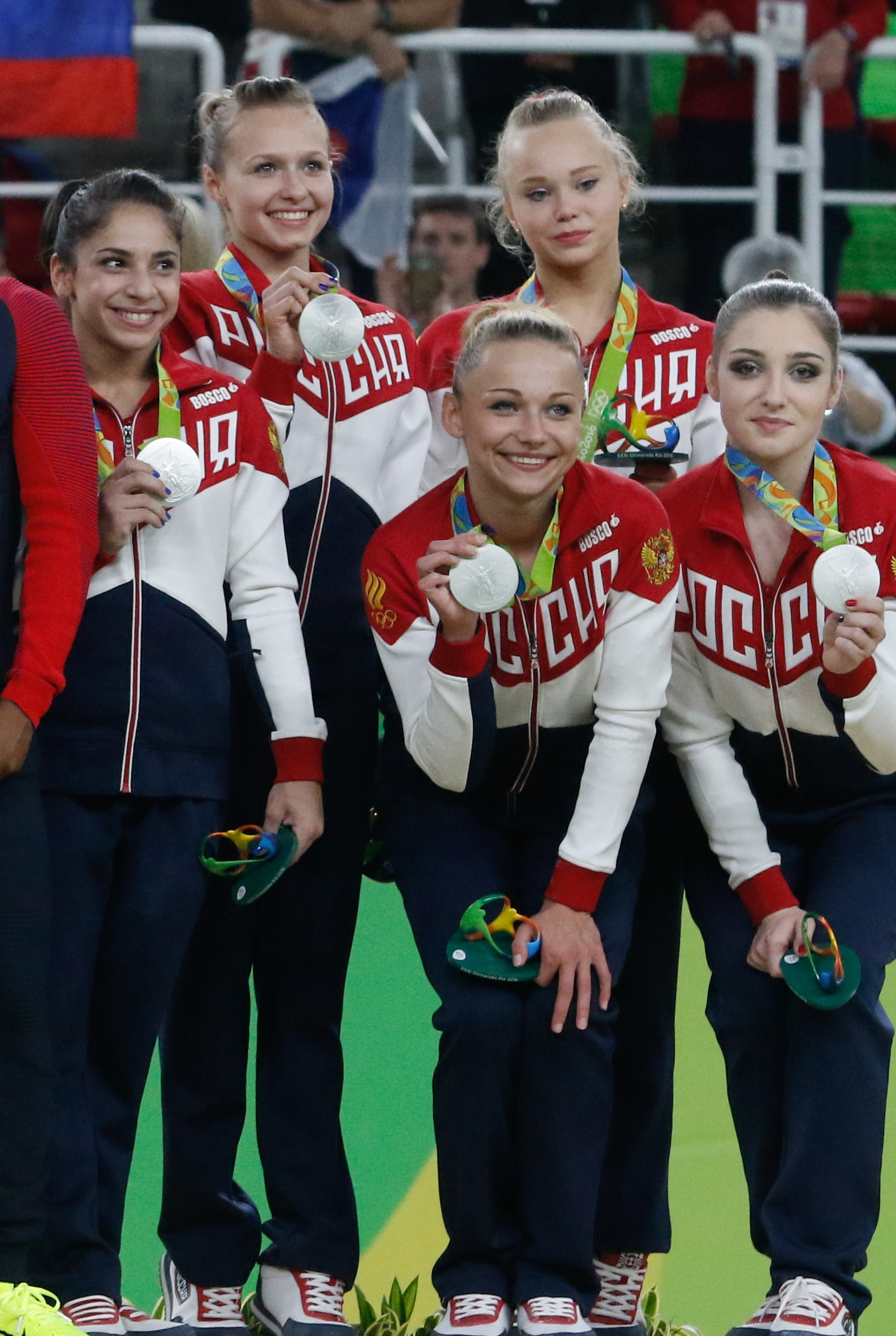
Mustafina (po prawej) z kadrą Rosji po zdobyciu srebrnego medalu w finale drużynowym na Igrzyskach Olimpijskich w Rio

Na Igrzyskach Olimpijskich w Rio de Janeiro, Mustafina zakwalifikowała się do finału wieloboju z wynikiem 58.098, pomimo upadku na równoważni. Zakwalifikowała się również do finału na poręczach z wynikiem 15.833. 9 sierpnia, Alija pomogła kadrze rosyjskiej w zdobyciu srebrnego medalu w wieloboju drużynowym, gdzie uzyskała ogólny wynik 60.024, otrzymując punktację 15.133 w skoku, 15.933 na poręczach, 14.958 na równoważni i 14.000 na ćwiczeniach wolnych. Był to jej piąty medal olimpijski w karierze.
11 sierpnia, Mustafina wystąpiła w finale wieloboju indywidualnego. Po pierwszych dwóch rotacjach, plasowała się na pierwszym miejscu z wynikami 15.200 w skoku i 15.666 na poręczach, jednak błędy na równoważni i ćwiczeniach wolnych sprawiły, że spadła na trzecią lokatę z ogólnym wynikiem 58.665. Wygrała drugi medal w Rio, a zarazem swój szósty medal olimpijski.
14 sierpnia, Mustafina wystąpiła w finale ćwiczeń na poręczach. Z notą 15,900 obroniła tytuł mistrzyni olimpijskiej w tej konkurencji.

### 2017-2018
Mustafina wznowiła treningi we wrześniu 2017 roku, trzy miesiące po porodzie. Powróciła do zawodów w kwietniu 2018 roku na Mistrzostwach Rosji w Kazanie, gdzie zdobyła złoto w finale drużynowym oraz zakwalifikowała się do finałów w wieloboju, na poręczach, równoważni oraz ćwiczeniach wolnych. Podczas finałów, uplasowała się na czwartej pozycji w wieloboju oraz zajęła szóste miejsce na poręczach i czwarte na równoważni, rezygnując ze startu na ćwiczeniach wolnych.
W maju, Mustafina planowała wyjazd na Puchar Świata do Osijeku, jednak została zmuszona do wycofania się z zawodów z powodu niewielkiej kontuzji łąkotki.
W październiku, wzięła udział w Mistrzostwach Świata w Katarze. W kwalifikacjach, uzyskała noty 14.433 na poręczach, 13.233 na równoważni i 13.200 na ćwiczeniach wolnych. W finale drużynowym, dostała punktację 14.500 na poręczach, 13.266 na równoważni i 13.066 na wolnych, dzięki czemu kadra rosyjska znalazła się na drugim miejscu. Zdobywając swój 12. medal Mistrzostw Świata, Mustafina jest obecnie 6. najbardziej utytułowaną gimnastyczką w historii.

### 2019-2021
W marcu, Alija startowała w Mistrzostwach Rosji w Penzie, gdzie zdobyła złoto drużynowe oraz dwa brązowe medale w wieloboju indywidualnym i na ćwiczeniach wolnych. Kilka tygodni później, wzięła udział w Pucharze Świata w Stuttgarcie, gdzie uplasowała się na piątej lokacie po upadku na równoważni. Tydzień później, wygrała złoto w wieloboju na Pucharze Świata w Birmingham, po czym dołączyła do kadry rosyjskiej na Mistrzostwa Europy w Szczecinie, z których następnie zrezygnowała.
W maju, Rosyjski Związek Gimnastyczny ogłosił, że Mustafina, wraz z Angieliną Mielnikową i Aleksandrą Szczekoldiną, będzie reprezentowała Rosję na Igrzyskach Europejskich w Mińsku. Miesiąc później doznała kontuzji kostki, przez co zmuszona była do wycofania się z zawodów.
W lipcu, Alija wzięła udział w treningach kadry narodowej w Tokio w ramach przygotowań do nadchodzących Igrzysk Olimpijskich.
W sierpniu, Mustafina zrezygnowała z udziału zarówno w Pucharze Rosji, jak i Mistrzostwach Świata w Stuttgarcie.
Mustafina ogłosiła zakończenie kariery 8 czerwca 2021 roku podczas Pucharu Rosji w Nowosybirsku.

## Kariera trenerska
Na początku 2021 roku, Mustafina została główną trenerką rosyjskiej kadry gimnastycznej juniorek.

## Osiągnięcia
| Rok  | Zawody               | Miasto         | Miejsce | Konkurencja             | Punktacja |
| ---- | -------------------- | -------------- | ------- | ----------------------- | --------- |
| 2010 | Mistrzostwa Europy   | Birmingham     | 1       | Wielobój drużynowo      | 169.700   |
| 2010 | Mistrzostwa Europy   | Birmingham     | 2       | Ćwiczenia na poręczach  | 15.050    |
| 2010 | Mistrzostwa Europy   | Birmingham     | 2       | Ćwiczenia na równoważni | 14.375    |
| 2010 | Mistrzostwa świata   | Rotterdam      | 1       | Wielobój drużynowo      | 175.397   |
| 2010 | Mistrzostwa świata   | Rotterdam      | 1       | Wielobój indywidualnie  | 61.032    |
| 2010 | Mistrzostwa świata   | Rotterdam      | 2       | Skok                    | 15.066    |
| 2010 | Mistrzostwa świata   | Rotterdam      | 2       | Ćwiczenia na poręczach  | 15.600    |
| 2010 | Mistrzostwa świata   | Rotterdam      | 2       | Ćwiczenia wolne         | 14.766    |
| 2012 | Mistrzostwa Europy   | Bruksela       | 2       | Wielobój drużynowo      | 175.536   |
| 2012 | Igrzyska Olimpijskie | Londyn         | 1       | Ćwiczenia na poręczach  | 16.133    |
| 2012 | Igrzyska Olimpijskie | Londyn         | 2       | Wielobój drużynowo      | 178.530   |
| 2012 | Igrzyska Olimpijskie | Londyn         | 3       | Wielobój indywidualnie  | 59.566    |
| 2012 | Igrzyska Olimpijskie | Londyn         | 3       | Ćwiczenia wolne         | 14.900    |
| 2013 | Mistrzostwa Europy   | Moskwa         | 1       | Wielobój indywidualnie  | 59.032    |
| 2013 | Mistrzostwa Europy   | Moskwa         | 1       | Ćwiczenia na poręczach  | 15.300    |
| 2013 | Mistrzostwa świata   | Antwerpia      | 1       | Ćwiczenia na równoważni | 14.900    |
| 2013 | Mistrzostwa świata   | Antwerpia      | 3       | Wielobój indywiedualnie | 58.856    |
| 2013 | Mistrzostwa świata   | Antwerpia      | 3       | Ćwiczenia na poręczach  | 15.033    |
| 2014 | Mistrzostwa Europy   | Sofia          | 2       | Ćwiczenia na poręczach  | 15.266    |
| 2014 | Mistrzostwa Europy   | Sofia          | 3       | Wielobój drużynowo      | 169.329   |
| 2014 | Mistrzostwa Europy   | Sofia          | 3       | Ćwiczenia na równoważni | 14.733    |
| 2014 | Mistrzostwa świata   | Nanning        | 3       | Wielobój drużynowo      | 171.462   |
| 2014 | Mistrzostwa świata   | Nanning        | 3       | Ćwiczenia na równoważni | 14.166    |
| 2014 | Mistrzostwa świata   | Nanning        | 3       | Ćwiczenia wolne         | 14.733    |
| 2016 | Mistrzostwa Europy   | Berno          | 1       | Wielobój drużynowo      | 175.212   |
| 2016 | Mistrzostwa Europy   | Berno          | 1       | Ćwiczenia na równoważni | 15.100    |
| 2016 | Mistrzostwa Europy   | Berno          | 3       | Ćwiczenia na poręczach  | 15.100    |
| 2016 | Igrzyska Olimpijskie | Rio de Janeiro | 1       | Poręcze                 | 15.900    |
| 2016 | Igrzyska Olimpijskie | Rio de Janeiro | 2       | Wielobój drużynowo      | 176.688   |
| 2016 | Igrzyska Olimpijskie | Rio de Janeiro | 3       | Wielobój indywidualnie  | 58.665    |
| 2018 | Mistrzostwa Świata   | Doha           | 2       | Wielobój drużynowo      | 162.863   |

## Odznaczenia
- Order Przyjaźni (13 sierpnia 2012) – za wielki wkład w rozwój kultury fizycznej i sportu, wysokie osiągnięcia sportowe na zawodach XXX Olimpiady 2012 roku w mieście Londynie (Wielka Brytania)[76]
- Order Honoru (25 sierpnia 2016) – za wysokie osiągnięcia sportowe na Igrzyskach XXXI Olimpiady 2016 w mieście Rio de Janeiro (Brazylia), wykazując wolę zwycięstwa i determinację[77]